# 深海平原
深海平原（しんかいへいげん、Abyssal plain）とは平ら、もしくは勾配の緩やかな大洋の深海底である。この場所では下部からの熱エネルギーの影響が無く、粒子はゆっくりと沈降する。そのため、世界でもっとも平坦で滑らかな地域ということができる。
深海平原は水深2,200 - 5,500mに達し、 一般には大陸斜面と中央海嶺の間に広がっている。深海平原は凹凸のある海洋地殻の表面を細粒の堆積物（主に粘土やシルト）が覆っている。多くの堆積物は、大陸棚から海底谷を通して低層水の中を下るタービダイト（重力流）によって供給される。他の堆積物は主に風により陸から海に運ばれた塵（粘土粒子）や、海洋表層から沈降した小さな海生動植物（プランクトン）の遺骸から成る。
太平洋では他の大洋底より深海平原が少なく、重力流による堆積物は太平洋の縁辺にある海溝でせき止められる。　
大西洋では、「大陸棚→大陸斜面→深海平原→中央海嶺」と中央海嶺を中心に対称な配列となっている。
縁辺に海溝がある太平洋の場合、一方、もしくは両方が「大陸棚→大陸斜面（もしくは海溝斜面）→海溝→深海平原→中央海嶺」という配列になる。